# Jare-IV-Nunatakker
Die Jare-IV-Nunatakker (französisch Nunataks JARE IV) sind eine Gruppe von vier linear angeordneten Nunatakkern im ostantarktischen Königin-Maud-Land. Im Königin-Fabiola-Gebirge ragen sie 5 km nordnordöstlich des Mount Gaston de Gerlache auf.
Teilnehmer einer von 1959 bis 1961 dauernden belgischen Antarktisexpedition entdeckten sie am 7. Oktober 1960. Expeditionsleiter Guido Derom (1923–2005) benannte die Nunatakker nach der vierten JARE (Japanese Antarctic Research Expedition), die unter der Leitung des Geochemikers Tetsuya Torii (1918–2008) in diesem Gebiet zwischen November und Dezember 1960 wissenschaftliche Untersuchungen und geodätische Vermessungen vornahm.